# جان مورين (متزلج جماعي)
جان مورين (بالفرنسية: Jean Morin)‏ هو متزلج جماعي فرنسي، ولد في 28 مايو 1901، وتوفي في 25 ديسمبر 1975.

## وصلات خارجية
- جيان مورين على موقع أوليمبيديا (الإنجليزية)